# Arrondissement de Niakhar
Das Arrondissement de Niakhar in Senegal ist eines von den vier Arrondissements, in die das Département Fatick als Teil der Region Fatick gegliedert ist. Das Arrondissement umfasst drei Gemeinden (Communes). Die Unterpräfektur als Sitz des Arrondissements liegt in der Gemeinde Niakhar.

## Geografie
Das Arrondissement liegt als Teil des Erdnussbeckens im zentralen Westen Senegals. Es umfasst den Norden des Départements zwischen den Städten Fatick, Diourbel und Bambey und hat eine Fläche von 502,10 km².

## Bevölkerung
Die Daten des Arrondissements und seiner Gemeinden (Communes) sind der Fläche und den letzten Volkszählungen nach wie folgt zusammengestellt:
| Commune        | Fläche km² | Einwohner 2013 | Einwohner 2023 |
| -------------- | ---------- | -------------- | -------------- |
| Niakhar        | 150,300    | 28.545         | 33.696         |
| Ngayokhème     | 182,800    | 24.012         | 29.808         |
| Patar (Sine)   | 169,000    | 25.226         | 30.583         |
| Arrondissement | 502,100    | 77.783         | 94.087         |